# 世にも奇妙な物語 秋の特別編 (2002年)
『世にも奇妙な物語 秋の特別編』（よにもきみょうなものがたり あきのとくべつへん）は、2002年10月3日（木曜日）21:00 - 23:24（JST）にフジテレビで放送された『世にも奇妙な物語』の特別編。

## 採用試験

### キャスト
- 96番 - 深田恭子

平凡な女子大生。
- 74番 - 板谷由夏
- 52番 - 斎藤歩
- 131番 - 山中たかシ
- 183番 - 菅原卓磨
- 助手 - 大塚よしたか
- 老婆 - 森康子
- 少女 - 大野真緒
- 試験官 - 志賀廣太郎

### スタッフ
- 脚本 - 武井彩
- 演出 - 小林義則

## 知らなすぎた男

### キャスト
- 諸沢英次 - 佐藤浩市
- 諸沢しのぶ(豪華) - 叶美香
- 諸沢しのぶ(美人) - 広田レオナ
- 諸沢しのぶ(本妻) - 片桐はいり
- 同僚後藤 - 皆川猿時
- 初老紳士 - 山谷初男
- 保険会社員 - 遠山俊也
- 美代ママ - 中込佐知子
- 消防士 - 寺十吾、唐喜弼
- 振り返る女 - KAORI
- 諸沢加奈 - 小野寺華那

### スタッフ
- 脚本 - 旺季志ずか
- 演出 - 河毛俊作

## 連載小説

### キャスト
- 紺野みずき - 木村佳乃
- 小説担当者 - 阿南健治
- 部長刑事 - 吉田朝
- 刑事 - 中根徹
- ファン女 - 南奈央
- 守衛 - 田村泰二郎
- 主婦 - 松美里杷
- 男 - 陰山泰

### スタッフ
- 脚本 - 武井彩
- 演出 - 星護

## 声を聞かせて

### キャスト
- 加西渉 - 加藤晴彦
- 後藤和美 - 市川実和子
- 篠原みゆき - 林原めぐみ（声の出演）
- 店長 - 俵木藤汰
- 妻 - 宮田早苗
- 客 - 松山幸次
- 店員 - 京極圭

### スタッフ
- 原作 - 真崎かや「声を聞かせて」（エニックス）
- 脚本 - 高山直也
- 演出 - 植田泰史

## 昨日の君は別の君 明日の私は別の私

### キャスト
- 山田明子／美龍明子 - 藤原紀香

夫と息子と3人暮らしの主婦。6年前は旧姓で雑誌記者。
- 山田一平 - 鶴見辰吾

明子の夫。結婚の翌年に会社が倒産し、再就職先に勤めて安月給ながらも妻子を養っている。
- 部下松原 - 岩﨑大
- 女友達 - 辻香緒里
- 山田二平 - 田中碧海

明子の長男。4歳。やんちゃで聞かん坊な性格で、母親にいつも叱られていたが、パソコンの中にいた美龍のもとに預けられる。
- 友人 - 金子浩子、金杉太朗、菊原祐太朗、長谷川ほまれ
- 上司 - 生木政壽
- 一平妻 - 紀瀬美香
- 一平娘 - 真部珠音

二平が美龍側の世界で会った一平の妻子。

### スタッフ
- 原作 - 山下和美「昨日の君は別の君 明日の私は別の私」（『山下和美短編集』所収 / 講談社）
- 脚本 - 相沢友子
- 演出 - 中江功